# ستيفن ريتشاردز
ستيفن ريتشاردز هو سياسي كندي، ولد في 1820، وتوفي في 4 أكتوبر 1894. حزبياً، نشط في حزب أونتاريو المحافظ التقدمي. وقد انتخب عضو برلمان مقاطعة أونتاريو.